# Polisoma

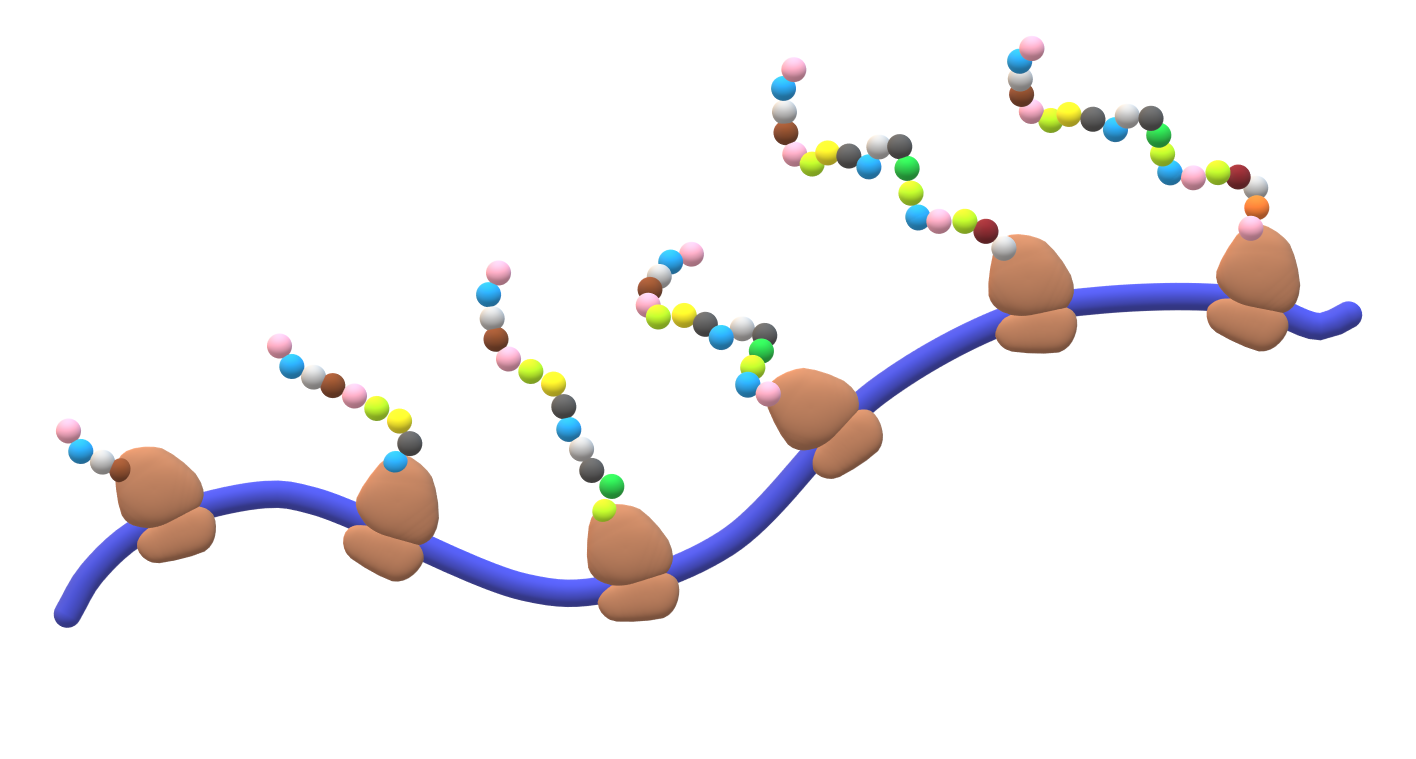
Varios ribosomas sintetizando un polipéptido en la misma cadena de ARN mensajero. La síntesis progresa de izquierda a derecha.

Un polisoma o polirribosoma es un conjunto de ribosomas asociados a una molécula de ARN para realizar la traducción simultánea.
Los ARN mensajeros de células procariotas y eucariotas pueden ser traducidos simultáneamente por muchos ribosomas. Una vez que el ribosoma se aleja de un sitio de iniciación, otro puede unirse al ARNm e iniciar la síntesis de una nueva cadena polipeptídica. Así los ARNm son normalmente traducidos por una serie de ribosomas, separados entre ellos por aproximadamente 100-200 nucleótidos; los impedimentos estéricos imposibilitan que se encuentren más cerca. Por tanto, a pesar de traducir la misma secuencia, cada ribosoma se encuentra sintetizando un punto diferente de la proteína.
Podemos encontrar los polisomas en tres estados: libres, unidos al citoesqueleto o unidos a una membrana.